# Acarnán
En la mitología griega Acarnán (en griego antiguo Ἄκαρνάν, -ᾶνος, latín Ăcarnān, -ānis) fue un epígono, hijo de Alcmeón y Calírroe y hermano de Anfótero; su padre fue asesinado por Fegeo y la viuda imploró a Zeus que transformara a sus hijos en hombres adultos y les encomendó la venganza, que se cumplió con la muerte de Fegeo, su mujer y sus dos hijos. Los habitantes de Psófide, donde los hijos de Fegeo fueron asesinados, persiguieron a Acarnán y a Anfótero hasta Tegea, donde se refugiaron. Consagraron en Delfos el collar de Harmonía, objeto de la discordia familiar. Después Acarnán fue al Epiro donde fundó Acarnania.
Dicho collar le fue entregado a Erífile, mujer de Anfiarao de Argos, por Polinices, para que persuadiera a su marido de que participara en la guerra de los siete contra Tebas, donde murió este. Anfiarao fue vengado por su hijo Alcmeón. 